# Vincent Jérôme
Vincent Jérôme (Château-Gontier, 26 novembre 1984) è un ex ciclista su strada francese, professionista dal 2006 al 2015. Nel 2011 ha vinto la semiclassica francese Tro-Bro Léon.

## Palmarès
- 2004

Parigi-Tours Espoirs
- 2007

Tour du Doubs
- 2011

Tro-Bro Léon

## Piazzamenti

### Grandi Giri
- Tour de France

2011: 155º
2012: ritirato (15ª tappa)
- Vuelta a España

2007: 113º
2008: 76º
2009: ritirato (8ª tappa)
2010: 94º
2014: 91º

### Classiche monumento
- Milano-Sanremo

2013: 39º
2014: ritirato
- Giro delle Fiandre

2014: 11º
2015: ritirato
- Parigi-Roubaix

2008: 107º
2015: ritirato
- Liegi-Bastogne-Liegi

2012: 71º
- Giro di Lombardia

2007: 56º
2014: ritirato

### Competizioni mondiali
- Campionati del mondo su strada

Zolder 2002 - In linea Juniors: 48º
Limburgo 2012 - In linea Elite: ritirato